# Rhaconotus polycrates
Rhaconotus polycrates är en stekelart som beskrevs av Nixon 1941. Rhaconotus polycrates ingår i släktet Rhaconotus och familjen bracksteklar. Inga underarter finns listade i Catalogue of Life.